# Левометорфан
Левометорфан (англ. Levomethorphan) — синтетичний лікарський засіб, що належить до групи наркотичних анальгетиків, та є похідним морфінану, що ніколи не застосовувався в клінічній практиці. Він є лівообертаючим ізомером меторфану (рацеметорфану). Ефекти двох ізомерів рацеметорфану досить різні, декстрометорфан у низьких дозах є протикашльовим засобом і дисоціативним галюциногеном у значно вищих дозах. Левометорфан приблизно в 5 разів сильніший за морфін. Левометорфан є проліками леворфанолу, аналогічно декстрометорфану, який є проліками декстрорфану, або кодеїну, який є проліками морфіну. Левометорфан має подібну дію до леворфанолу, але менш потужний, оскільки, щоб розпочала проявлятися його дія, він спочатку повинен деметилюватися своєї до активної форми ферментами печінки. Як проліки леворфанолу, левометорфан є сильним агонісомт усіх трьох підвидів опіатних рецепторів, μ, κ (κ1 і κ3, але практично не діє на κ2), і δ, є антагоністом NMDA-рецептора, і діє як інгібітор зворотного захоплення серотоніну і норадреналіну. Унаслідок активації κ-опіоїдних рецепторів левометорфан може спричинити дисфорію та психотоміметичні ефекти, зокрема дисоціацію та галюцинації.
Левометорфан внесено до Єдиної конвенції про наркотичні засоби 1961 року, та регулюється як морфін у більшості країн. У США він вважається наркотичною речовиною, контрольованої за списком II, з DEA ACSCN 9210 і річною сукупною квотою на виробництво 195 грамів у 2014 році, порівняно з 6 грамами роком раніше. Використовуються препарат у вигляді солей тартрату (коефіцієнт перетворення вільної основи 0,644) і гідроброміду (0,958). Станом на 2024 рік левометорфан у медичній практиці у Сполучених Штатах не застосовуються.